# Somebody Save Me (Eminem)
Somebody Save Me è un singolo del rapper statunitense Eminem con la partecipazione del rapper statunitense Jelly Roll, pubblicato il 19 luglio 2024 come terzo estratto dal dodicesimo album in studio, The Death of Slim Shady (Coup de Grâce).

## Antefatti
Nel gennaio 2020 Eminem pubblica il suo undicesimo album in studio, Music to Be Murdered By. L'album ha avuto successo commercialmente e dalla critica, anche grazie a singoli come Godzilla, che ha raggiunto terzo posto nella classifica Billboard Hot 100. Dopo il successo del precedente, Eminem iniziò a lavorare al suo dodicesimo album in collaborazione con Dr. Dre, la quale produzione è stata confermata il 19 marzo 2024 durante una puntata del talk show statunitense Jimmy Kimmel Live!.

## Pubblicazione
Somebody Save Me è stato pubblicato il 12 luglio 2024, assieme all'album, come diciannovesima traccia. Il 19 luglio 2024 è stato pubblicato come singolo.
L'11 settembre 2024 Eminem ha fatto ascoltare Somebody Save Me, assieme a Houdini, dal vivo ai MTV Video Music Awards.

## Video musicale
Il 21 agosto 2024, Eminem pubblica il video musicale sul suo canale Youtube. Diretto da Emil Nava, il video include pezzi di video registrati nella infanzia della figlia e clip dal podcast Just a Little Shady di Hailie Jade, insieme a scene di Eminem che riflette sul suo passato.

## Classifiche
| Classifica (2024) | Posizione massima |
| ----------------- | ----------------- |
| Australia         | 48                |
| Canada            | 22                |
| Irlanda           | 60                |
| Nuova Zelanda     | 31                |
| Svezia            | 6                 |
| Sud Africa        | 97                |
| Svizzera          | 94                |
| Regno Unito       | 35                |
| Stati Uniti       | 27                |